# 大陆旅社
大陆旅社位于扬州市新胜街26号，绿杨旅社对面，建于民国时期，楼高三层，中西合璧风格。大陆旅社保存完好，2008年列为扬州市文物保护单位。